# Terra Indígena Tuxá de rodelas
A Terra Indígena Tuxá de rodelas ou Reserva Indígena Tuxá de rodelas é uma terra indígena localizada no norte do estado da Bahia. Ocupa uma área de 4.000 ha no município de Rodelas, localizado as margens do  Rio São Francisco. As terras ainda não foram homologadas e em 2011 eram  habitadas por 1141 indígenas da etnia Tuxá.